# Cozmești (Stolniceni-Prăjescu), Iași
Cozmești este un sat în comuna Stolniceni-Prăjescu din județul Iași, Moldova, România.
Localitatea se află la 11 km de orașul Pașcani, pe Drumul Județean 208 ce leagă orașul Pașcani de Drumul european E85. Stația de cale ferată ce deservește satul se numește Muncel.

## Scurt istoric al satului Cozmești
Inițial, amplasamentul satului Cozmești era între actuala cale ferată și pădure, pe locul numit „La Baltă”. Fiind la o altitudine ridicată (232 m) era dificil pentru săteni să obțină apă întrucât pânza freatică era la mare adâncime. In plus vatra satului era predispusă inundațiilor care proveneau din pâraiele care traversau pădurea. Din aceste motive, locuitorii satului s-au mutat pe actualul amplasament —între calea ferată și Râul Siret —ultimii venind de acolo pe la anul 1864.
Într-un document aflat în Arhiva Centrală din București, vol.l denumit Catalogul documentelor moldovenești se găsește prima menționare documentară a satului Cozmești: la 4 aprilie 1502 domnitorul Moldovei Ștefan cel Mare a donat unui anume Cristea și surorii sale Nastea „satul Șendrești, numit acum Cozmești, cu loc de moară pe Siret”.

## Obiective turistice
- Palatul Sturdza de la Cozmești - construit în anul 1816 de către vistiernicul Grigoraș Sturdza
- Biserica Sfinții Arhangheli Mihail și Gavriil din Cozmești - construită după unele surse în 1459
- Biserica Catolică din Cozmeși - cu Hramul Sfinților Apostoli Petru și Paul a fost construită în anul 1927